# Mindi Mink
Mindi Mink  (Los Ángeles, California; 4 de diciembre de 1968) es una actriz pornográfica, modelo erótica y camgirl estadounidense.

## Biografía
Mink nació en California en diciembre de 1968, en el seno de una familia de ascendencia italiana. En ese estado se crio ella, acudiendo a la escuela superior, participando como cheerleader en el equipo de su instituto.
Tuvo diversos trabajos, como representante de fabricantes para construcciones, como contratista, en ventas y marketing. Comenzó a interesarse por la industria del entretenimiento para adultos de manera amateur, convencida por su novio, para iniciarse en el mundillo como camgirl a los 40 años de edad.
Su internada en la industria le llegaría en el año 2014, cuando se acercó a la AVN Adult Entertainment Expo que anualmente se celebra en la ciudad de Las Vegas (Nevada), donde contactó con el equipo de Girlfriends Films, con quienes mantuvo correspondencia interesada en grabar escenas y películas de sexo lésbico para la compañía.
En junio de ese año debutó como actriz porno a los 46 años de edad, siendo dos de sus primeros trabajos Lesbian Triangles 29 y Mother-Daughter Exchange Club 35. Al igual que otras tantas actrices que comenzaron con más de cuarenta años en la industria, por su físico, edad y atributos, fue etiquetada como una actriz MILF.
Ha trabajado para productoras especializadas en temática lésbica, como Girlfriends Films, Girlsway, Reality Kings, Zero Tolerance, Little Dragon Pictures, Sweetheart Video, Tushy, Forbidden Fruits Films, Spizoo, Mile High o Pure Taboo.
En 2016 recibió su primera nominación en los Premios AVN en la categoría de Artista lésbica del año. Dos años después, en 2018, Mindi Mink volvería a las nominaciones tanto en los AVN como en los XBIZ en la misma categoría.
Ha rodado más de 270 películas como actriz.
Algunos trabajos suyos fueron Bee Sting, Creepers Family 7, Freudian Homework, Girl Attack 4, Her Special Day, Kittens and Cougars 12, Lesbian Anal 2, My Lesbian Mentor, Prison Lesbians 5, Subliminal Parenting o Women By Julia Ann 3.

## Premios y nominaciones
| Año  | Ceremonia         | Resultado | Premio                            | Trabajo |
| ---- | ----------------- | --------- | --------------------------------- | ------- |
| 2016 | Premios AVN       | Nominada  | Artista lésbica del año           | —       |
| 2016 | Premios AVN       | Nominada  | Premio fan: MILF más caliente     | —       |
| 2018 | Premios AVN       | Nominada  | Artista lésbica del año           | —       |
| 2018 | Premios AVN       | Nominada  | Premio fan: MILF más caliente     | —       |
| 2018 | Premios XRCO      | Nominada  | Mejor artista lésbica             | —       |
| 2018 | Spank Bank Awards | Nominada  | Queen of Cunnilingus              | —       |
| 2018 | Premios XBIZ      | Nominada  | Artista lésbica del año           | —       |
| 2019 | Premios AVN       | Nominada  | Artista lésbica del año           | —       |
| 2019 | Premios AVN       | Nominada  | Premio fan: MILF más caliente     | —       |
| 2019 | Premios XBIZ      | Nominada  | Artista lésbica del año           | —       |
| 2019 | Spank Bank Awards | Nominada  | Finger Banging Phenom of the Year | —       |
| 2019 | Spank Bank Awards | Nominada  | Magnificent MILF of the Year      | —       |
| 2019 | Spank Bank Awards | Nominada  | Most Volumptous Vixen             | —       |
| 2019 | Premios XRCO      | Nominada  | Mejor artista lésbica             | —       |